# پسه بر-آدون
پسه بر-آدون (Pessah Bar-Adon به عبری: פסח בר-אדון؛ تلفظ عبری: پساخ باغ-آدون؛ زادهٔ ۱۹۰۷، درگذشتهٔ ۱۹۸۵) باستان‌شناس و نویسنده اسرائیلی لهستانی الاصل بود.

## اوایل زندگی
پسا پانیچ در شهر کولنو، لهستان، در خانواده‌ای صهیونیست و حریدی به دنیا آمد، او در یشیواس در مدرسه‌ای ارتدوکس یهودی تحصیل کرد. در سال ۱۹۲۵م. به اسرائیل مهاجرت کرد. در حین کارگری ساختمان و راه‌سازی جهت تأمین مخارج زندگی خود، در رشتهٔ مطالعات خاورمیانه در دانشگاه عبری اورشلیم هم تحصیل کرد.

## حرفه
او برای مدتی در میان بادیه‌نشینان در نزدیکی امان، بت شئان و کونیترا زندگی کرد تا سبک زندگی آن‌ها را بیاموزد. بخشی از انگیزهٔ او برای کسب این تجربه، چرائی اصالت چوپانی بسیاری از پادشاهان باستانی اسرائیل بود. در این دوره لباس‌های سنتی بادیه‌نشینی می‌پوشید و به نام عزیز افندی شناخته می‌شد.
در جریان شورش‌های سال ۱۹۲۹م. فلسطین و شورش اعراب فلسطین در سال‌های ۱۹۳۹–۱۹۳۶م. از اعضای فعال اورشلیم هاگانا بود، و بعداً در آلیا بیت نیز شرکت کرد.
او در سال ۱۹۳۲م. در فیلم «سابرا» از اولین فیلم‌هایی که دربارهٔ ییشوف یهودی، در فلسطین ساخته شد، به کارگردانی الکساندر فورد ایفای نقش کرد.
در سال ۱۹۳۹م. با دوروتی کان، روزنامه‌نگار آمریکایی که عاشق سرزمین اسرائیل بود، ازدواج کرد و هر دو به خانه بلومنفلد در موشاو مرهاویا نقل مکان کردند. همسرش در سال ۱۹۵۰م. در سن ۴۳ سالگی درگذشت.

بر-آدون در بسیاری از کاوش‌های باستان‌شناسی، از جمله: بت شعریم، تل بیت یرا، و کشف انبار نهال میشمار شرکت داشت، او تا سن ۷۰ سالگی به باستان‌شناسی اشتغال داشت